# 落日 (小説)
『落日』（らくじつ）は、湊かなえによる日本の小説。第162回直木三十五賞候補作。
2023年にWOWOWの連続ドラマW枠でテレビドラマが放送。

## あらすじ
デビュー作で大きな賞を受賞した映画監督の長谷部香は、次回作として故郷の笹塚町で起きた殺人事件を題材に選んだ。15年前に引き篭もりの兄に刺殺された女子高生の立石沙良に、香は深い思い入れがあった。幼い頃、厳しい母親の“お仕置き”でアパートのベランダに出された香は、隣室で同様に締め出された子供と仕切り越しに指先だけで慰めあった。それが殺された沙良だと香は信じていたのだ。
脚本家として、同じ笹塚町出身の甲斐真尋(まひろ) に声をかける香。立石沙良について取材すると、悪い話が続出した。美少女の沙良は優秀な生徒に近づいては嘘をつき、引きずり降ろす事で快感を得るサイコパスだった。幼い頃にベランダで慰めあった相手は沙良ではなく、兄の力輝斗(りきと)だったのだと思い至る香。力輝斗は妹殺害と同時に放火で両親を焼死させたとして死刑を求刑されていた。香が手紙を出しても「構うな」と、処刑を望む力輝斗。
真尋は取材の中で、15年前に交通事故で死んだ姉の千穂が力輝斗と交際していた事を知った。サイコパスな沙良は兄を苦しめるために千穂をおびき出し、交通事故に合わせたのだ。それを知った力輝斗は妹を刺し殺した。火事と両親の焼死はアクシデントだったが、死を望む力輝斗は全ての罪を被って死刑囚となったのだった。力輝斗と面会した香は、幼い頃のベランダの思い出を力輝斗に話し、せめて仕切りガラス越しに指先を合わせた。

## 登場人物

### 主要人物
長谷部香
新進気鋭の映画監督。
甲斐真尋
新人脚本家。

## 書籍情報
湊かなえ『落日』
- 単行本：2019年9月3日発売、角川春樹事務所、ISBN 978-4-75841342-8
- 文庫本：2022年8月9日発売、ハルキ文庫、ISBN 978-4-75844508-5

## テレビドラマ
2023年9月10日から10月1日まで、WOWOWプライム・WOWOWオンデマンドの「連続ドラマW」にて放送・配信された。主演は北川景子。

### キャスト
長谷部香（はせべ かおり）
演 - 北川景子（幼少期： 児玉すみれ、学生時：中島もも）
甲斐真尋（かい まひろ）
演 - 吉岡里帆（幼少期：大島美優）
大畠凜子（おおはた りんこ）
演 - 黒木瞳
脚本家の重鎮。真尋にとっての師匠。
立石力輝斗（たていし りきと）
演 - 竹内涼真（幼少期：田村奏多）
死刑囚。15年前のクリスマスイブに妹を刺殺し、自宅に放火して両親も殺害した。
立石沙良（たていし さら）
演 - 久保史緒里（乃木坂46）
力輝斗の妹。高校生。アイドルとしてデビューを控えていたが、力輝斗に殺されてしまう。
長谷部真理
演 - 真飛聖
香の母親。
神池正隆
演 - 高橋光臣
真尋と千穂の従兄弟。ボストンで外科医をしている。
甲斐良平
演 - 宮川一朗太
真尋と千穂の父親。
佐々木信吾
演 - 浜田学
映画会社「新映」のプロデューサー。
甲斐千穂
演 - 駒井蓮
真尋の姉。香とは、幼稚園の同級生。
長谷部裕貴
演 - 夙川アトム
香の父親。
山上道也
演 - 小林隆
笹塚町の映画館の近くにある、喫茶「シネマ」の店主。
森下広哉
演 - 中村浩大（SpeciaL / ジャニーズJr.）（第1話）
沙良とイツカの中学の同級生。頭が良くてスポーツ万能な生徒会長。
佐倉俊平
演 - 松尾龍（SpeciaL / ジャニーズJr.）（第1話）
森下の親友で、バスケットボール部のキャプテン。
橘イツカ
演 - 田中萌（学生時：鎌田らい樹）（第1話）
正隆の高校の同級生で、中学3年の時に沙良と同じクラスだった。
葛城淳和
演 - 岡谷瞳（第1話・第2話）
精神科医。15年前に明神谷源之助の指示で立石力輝斗を実際に鑑定。明神谷教授と鑑定で対立した。
明神谷源之助
演 - 小沼朝生（第1話）
大学教授の精神科医。裁判で証拠採用された立石力輝斗の精神鑑定を担当。実際は部下に丸投げしていた。
担当者
演 - 新貝文規（第1話・第2話）
児童相談所の児童支援窓口の担当者。香の依頼で当時の立石家の案件がなかったか調べる。
女子生徒
演 - 廣井若葉（第1話）

男性
演 - 平岡亮（第2話 - 最終話）
自転車を運転中の甲斐千穂と交差点で衝突した事故車のドライバー。
弁護士
演 - 山田将之（第2話 - 最終話）
立石力輝斗の担当弁護士。
スタッフ
演 - 岩永ひひお（第2話）
立石沙良がオーディションに応募したアイドルグループ「エンジェルガールズ」の運営会社のスタッフ。
男性
演 - 野村たかし（第2話）
香が話を聞きに行った立石家の親戚の男性。
大家
演 - 松本海希（第2話）
以前に長谷部家と立石家が隣接して住んでいたアパートの大家。
女優（役名：小川涼子）、男優
演 - 田幡妃菜（第2話）、清水大登（第2話）
長谷部香監督の出世作、映画「1時間前」の3部に出演した学生役の俳優。
男性
演 - 川手祥太（第3話）
力輝斗のアルバイト先だったプレス工場での同僚工員。
記者
演 - 佐伯新（第3話）
事件当時に取材していた記者。力輝斗に同情的。
下山兼人
演 - 萩原護（第3話）
香の中学での同級生。イジメからから守ってくれた香からも拒絶されたことから、絶望して自殺した。
下山の母、下山の姉
演 - 島田桃依（第3話）、金野美穂（第3話）

橋口陽菜
演 - 小野寺ずる（第3話）
うどん屋で働く立石沙良の当時の同級生。大畠凜子がSNSで見つけた。
香の祖母
演 - 塚田美津代（第3話）

看守
演 - 小川智弘（第3話・最終話）
力輝斗が収監されている刑務所の看守。
同級生
演 - 萌亜（第3話）、竹村泰志（第3話）、土方柚希（第3話）
香と下山兼人の中学の同級生たち。
女性
演 - 田中真琴（最終話）
真尋の後任の大畠凜子のアシスタント。
佐伯麻友
演 - 島村みやこ（最終話）
喫茶店で働く長谷部香の親友。真尋に千穂の話をする。
管理人
演 - 植吉（最終話）
力輝斗が猫に餌をやっていた神社の管理人。
美容師
演 - 平野舞（最終話）
八千代美容室の美容師。力輝斗に彼女が出来た事を憶えていた。
店員
演 - 川合諒（最終話）
電機店の店員。千穂の使っていた携帯電話のデータ復元を頼まれる。

### スタッフ
- 原作 - 湊かなえ『落日』（ハルキ文庫）[30]
- 監督 - 内田英治[30]
- 脚本 - 篠﨑絵里子[30]
- 音楽 - 小林洋平[30]
- チーフプロデューサー - 青木泰憲[30]
- プロデューサー - 村松亜樹、八巻薫、木曽貴美子[30]
- 協力プロデューサー - 遠田孝一[30]
- 制作協力 - MMJ
- 製作著作 - WOWOW

### 放送日程
| 各話   | 放送日   |
| ------ | -------- |
| 第1話  | 09月10日 |
| 第2話  | 09月17日 |
| 第3話  | 09月24日 |
| 最終話 | 10月01日 |

| WOWOW 連続ドラマW               | WOWOW 連続ドラマW                            | WOWOW 連続ドラマW                              |
| 前番組                          | 番組名                                       | 次番組                                         |
| ------------------------------- | -------------------------------------------- | ---------------------------------------------- |
| 事件 （2023年8月13日 - 9月3日） | 湊かなえ「落日」 （2023年9月10日 - 10月1日） | フィクサー Season3 （2023年10月8日 - 11月5日） |

### 書誌出典
1. ↑  “落日”.  角川春樹事務所. 2023年5月31日閲覧。
2. ↑  文庫版“落日”.  角川春樹事務所. 2023年5月31日閲覧。